# Station Hardenberg
Station Hardenberg is het station van de gelijknamige plaats Hardenberg, gelegen aan de spoorlijn Zwolle - Emmen en aan de lijn Hardenberg - Almelo.

## Geschiedenis

### Stoomtram
In 1886 opende de Dedemsvaartsche Stoomtramweg-Maatschappij (DSM) haar lijn naar Hardenberg. Deze lijn liep feitelijk niet door tot Hardenberg, maar eindigde in Heemse, dat aan de andere kant van de Vecht ligt. Het station van de DSM lag tegenover Hotel de Rustenbergh. In 1906 heeft er enige tijd een omnibus gereden tussen beide stations, deze verbinding per koets is vanwege te magere belangstelling vrij spoedig opgeheven. In 1937 werd de stoomtramlijn opgeheven.

### Trein
Hardenberg is sinds 1 februari 1905 per trein bereikbaar. De toenmalige spoorlijn Zwolle - Stadskanaal is door de NOLS aangelegd. Na 1945 reden de treinen alleen nog tussen Zwolle en Emmen. Ook hebben er in het verleden regelmatig treinen gereden vanaf Emmen, Coevorden of Hardenberg via de Spoorlijn Mariënberg - Almelo naar Almelo. De lijn Zwolle - Emmen werd in 1987 geëlektrificeerd. Het gedeelte tussen Mariënberg en Gramsbergen werd toen dubbelsporig. In Hardenberg stoppen nu (2016) de stoptrein en de sneltrein Zwolle - Emmen. Ook de (spits) sneltrein Zwolle - Coevorden stopt in Hardenberg.
Deze stations werden ontworpen door Eduard Cuypers, en gelijktijdig gebouwd in 1903. De stations werden verdeeld in drie klassen en Cuypers maakte per klasse een basisontwerp, die vervolgens met de nodige variatie per plaats werden gebouwd. Hardenberg is een station van het type tweede klasse van de NOLS. Het stationsgebouw staat op de gemeentelijke monumentenlijst.

### Ongevallen
Sinds de opening van de NOLS hebben zich hierop meerdere ongelukken voorgedaan, waarvan meerdere bij het station van Hardenberg.
Twee ongelukken nabij het station:
- Op dinsdagavond 9 juli 1907 wordt er een man aangereden door een trein nabij het station. Hij wordt pas de volgende dag gevonden.[4]
- Op 20 februari 2008 kwam een 18-jarige vrouw uit Bergentheim om het leven toen zij bij gesloten slagbomen het spoor overstak. Vermoedelijk is ze toen gestruikeld waarna een trein haar heeft overreden.[5]

### Geschiedenis in afbeeldingen

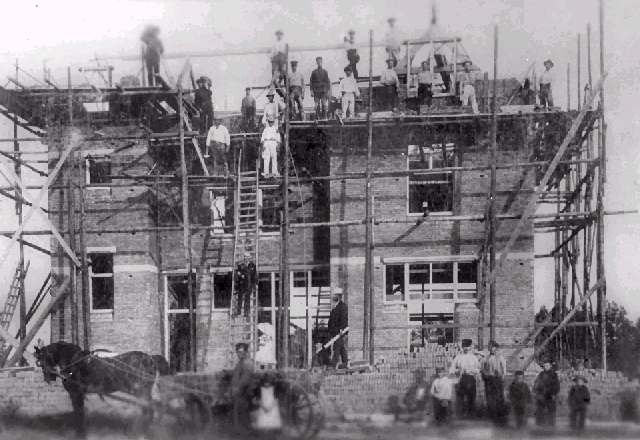
1903
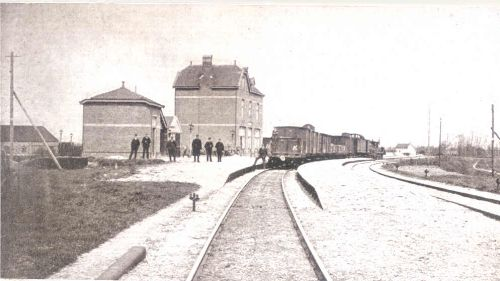
1905
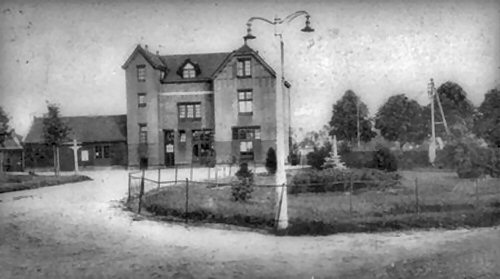
1910
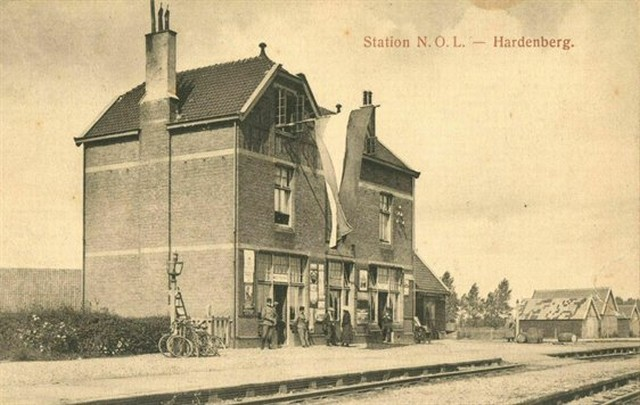
1920
- Wavin-buizentransport via station Hardenberg in 1961

## Kunst
In de wachtkamer bevindt zich een kunstwerk van Nan Hoover, getiteld de De L’s (1990). Het betreft twee zitbanken die omhoog rijzen, zodat de ruimte lijkt open te splijten.

## Boeken
- 'Eduard Cuypers, Leven & Werk en hoe hij verdween uit onze architectuurgeschiedenis', Obbe H. Norbruis (2025) LM Publishers.

## Plannen
In 2004 is het stationsplein voor het stationsgebouw heringericht. Er zijn echter meer plannen om het stationsgebied te veranderen. Zo zouden er meer parkeerplaatsen en fietsenstallingen worden gerealiseerd, en is er geopperd om de bereikbaarheid vanuit het centrum en het ziekenhuis met het nog te realiseren gezondheidspark te verbeteren door de aanleg van een fiets- en voetgangerstunnel.

## Verbindingen

### Trein
| Serie       | Treinsoort         | Route                                    | Bijzonderheden                                                                         |
| ----------- | ------------------ | ---------------------------------------- | -------------------------------------------------------------------------------------- |
| 3800 RE 20  | Sneltrein (Arriva) | Zwolle – Mariënberg – Hardenberg – Emmen | Onderdeel van Blauwnet. 1x per uur.                                                    |
| 13800 RE 20 | Sneltrein (Arriva) | Zwolle – Hardenberg – Coevorden – Emmen  | Onderdeel van Blauwnet. Rijdt alleen tijdens de spits.                                 |
| 8000 RS 20  | Stoptrein (Arriva) | Zwolle – Mariënberg – Hardenberg – Emmen | Onderdeel van Blauwnet. 1x per uur.                                                    |
| 31000 RS 21 | Stoptrein (Arriva) | Almelo – Mariënberg – Hardenberg         | Onderdeel van Blauwnet. 1x per uur, 2x per uur in de brede spits en op zaterdagmiddag. |

#### Verlenging treindienst Almelo-Mariënberg tot Hardenberg
Op 17 april 2013 hebben Provinciale Staten van Overijssel besloten om de treindienst van Mariënberg door te trekken naar Hardenberg. Hierdoor wordt het gemakkelijker om vanuit Hardenberg naar Twente v.v. te reizen en verwacht men groei in de reizigersaantallen. Sinds 2016 rijden de treinen door naar Hardenberg. Dit geldt niet voor de laatste trein omstreeks middernacht; deze rijdt niet verder dan Mariënberg. Na de start van de nieuwe dienstregeling bleek dat er vaak vertragingen waren, omdat het treinmaterieel om technische reden moeite had de beoogde snelheid van 120 km/h te behalen.

### Bussen
De volgende buslijnen doen het station van Hardenberg aan.
| Lijn | Route                                                     | Via                                                                         | Vervoerder | Soort     | Bijzonderheden                         |
| ---- | --------------------------------------------------------- | --------------------------------------------------------------------------- | ---------- | --------- | -------------------------------------- |
| 30   | Hardenberg Station - Hoogeveen Station                    | Heemserveen, Lutten, Slagharen, Kerkenveld, Zuideropgaande, Hollandscheveld | EBS        | Streekbus | Rijdt niet in de weekendavonden        |
| 80   | Hardenberg Station - Westerhaar Busstation                | Bergentheim, Kloosterhaar, Sibculo                                          | Arriva     | Streekbus | Rijdt niet 's avonds en in het weekend |
| 597  | Hardenberg Station - Beerzerveld Café                     | Bergentheim/Rheeze, Mariënberg, Beerze                                      | EBS        | Buurtbus  | Rijdt niet 's avonds en op zondag      |
| 598  | Hardenberg Gemeentehuis - Langeveen Rooms-Katholieke Kerk | Hardenberg Station, Bruchterveld, Kloosterhaar                              | EBS        | Buurtbus  | Rijdt niet 's avonds en in het weekend |
| 599  | Hardenberg Station - De Krim Hoofdweg                     | Gramsbergen, Ane                                                            | EBS        | Buurtbus  | Rijdt niet 's avonds en in het weekend |
| 629  | Dedemsvaart Busstation → Hardenberg Station               | Lutten, Heemserveen                                                         | EBS        | Schoolbus |                                        |

0: Zwolle ·
5: Herfte-Veldhoek ·
8: Marshoek-Emmen ·
12: Dalfsen ·
15: Rechteren ·
19: Vilsteren ·
23: Ommen ·
25: Sterkamp ·
29: Junne ·
31: Beerze ·
34: Mariënberg ·
37: Bergentheim ·
Brucht ·
42: Hardenberg ·
45: Baalder-Radewijk ·
48: Gramsbergen ·
50: De Haandrik ·
55: Coevorden ·
59: Dalen ·
62: Dalerveen ·
66: Nieuw Amsterdam ·
70: Emmen Zuid ·
71: Emmen Bargeres ·
72: Zuidbarge ·
75: Emmen ·
79: Weerdinge ·
82: Valthe ·
87: Exloo ·
93: Buinen ·
95: Drouwen ·
100: Gasselternijveen ·
103: Tweede Dwarsdiep ·
107: Stadskanaal
Almelo · 
-De Riet · 
Borne · 
Daarlerveen · 
Dalfsen · 
Delden · 
Deventer · 
-Colmschate · 
Enschede · 
-De Eschmarke · 
-Kennispark · 
Glanerbrug · 
Goor · 
Gramsbergen · 
Hardenberg · 
Heino · 
Hengelo · 
-Gezondheidspark ·
-Oost · 
Holten · 
Kampen · 
-Zuid ·
Mariënberg · 
Nijverdal · 
Oldenzaal ·
Olst · 
Ommen · 
Raalte ·
Rijssen · 
Steenwijk · 
Vriezenveen · 
Vroomshoop · 
Wierden · 
Wijhe · 
Zwolle · 
-Stadshagen
Stations van de Museum Buurtspoorweg:
Haaksbergen · Zoutindustrie · Boekelo

Voormalige stations: zie de lijst van voormalige spoorwegstations in Overijssel